# Ulrike Butz
Ulrike „Uli“ Butz (* 1. Juli 1954 in Frankfurt am Main; † 27. August 2000 in München) war eine deutsche Schauspielerin und ein Fotomodell.

## Leben
Ulrike Butz, Tochter des Fernsehmoderators Hermann Butz, wuchs im bayrischen Landkreis Miesbach auf. Im Alter von 17 Jahren verließ sie ihr Elternhaus, um nach Südeuropa zu gehen, kam aber nur bis nach München, wo sie noch als 17-Jährige für Aktaufnahmen vor der Kamera stand. In dieser Zeit kam sie erstmals mit Drogen in Kontakt.
1972 begann sie als Darstellerin in der gerade blühenden deutschen Sexfilm-Industrie. Sie spielte bis 1974 in vielen der Filme mit, darunter in Filmserien wie Schulmädchen-Report (Teile vier bis sieben), Laß jucken, Kumpel (Teile eins, drei und vier), Hausfrauen-Report (Teil vier) und weiteren pseudo-dokumentarischen Report-Filmen wie Krankenschwestern-Report, Sex-Träume-Report, Teenager-Report und Frühreifen-Report.
Mit fast 30 Filmrollen gehörte sie zu den meistbeschäftigten Schauspielerinnen des Genres. Als einer der wenigen Darstellerinnen der Branche wurde ihr schauspielerisches Talent bezeugt. Im Februar 1974 war sie in einer Fotostrecke des deutschen Playboy-Magazin zu sehen. In dieser Zeit kam sie mit den falschen Freunden in Kontakt, die sie wieder mit Drogen in Verbindung brachten. Ihr Vater versuchte mehrfach, seine Tochter aus diesem Milieu zu holen. Er finanzierte mehrere Entziehungskuren, eine Luxuswohnung und eine Mannequin-Ausbildung, die Ulrike Butz abbrach. 1976 verbrachte sie wegen eines Diebstahldeliktes einige Zeit im Gefängnis.
Nachdem ihr Vater 1976 starb, rutschte Butz wieder ins Drogenmilieu ab. 1979 hatte sie in der Justizvollzugsanstalt Aichach eine erneute Freiheitsstrafe wegen Drogenbesitzes zu verbüßen. Nach erfolgreichem Entzug arbeitete sie als Kellnerin, begann eine Beziehung und bekam einen Sohn. 1981 machte sich Butz mit Geld aus der Erbschaft des Vaters selbstständig und eröffnete im Münchner Stadtteil Neuhausen einen Kostümverleih, der jedoch nach wenigen Jahren pleiteging. Franz Marischka besetzte sie nochmals in zwei Produktionen der mittlerweile dem Ende zugehenden Sexfilm-Industrie: Laß laufen, Kumpel und Die unglaublichen Abenteuer des Guru Jakob. Sie verstarb im Alter von 46 Jahren in München, das Urnengrab befindet sich auf dem Waldfriedhof.

## Filmografie
- 1972: Die dressierte Frau
- 1972: Krankenschwestern-Report
- 1972: Laß jucken, Kumpel
- 1972: Liebesspiele junger Mädchen – Muntere Pärchen packen aus
- 1972: Mädchen, die nach München kommen
- 1972: Schulmädchen-Report. 4. Teil: Was Eltern oft verzweifeln läßt
- 1972: Semmel, Wurst und Birkenwasser
- 1973: Der Fluch der schwarzen Schwestern
- 1973: Frühreifen-Report
- 1973: Geilermanns Töchter – Wenn Mädchen mündig werden
- 1973: Hausfrauen-Report 4. Teil
- 1973: Junge Mädchen mögen’s heiß, Hausfrauen noch heißer
- 1973: Liebe in drei Dimensionen
- 1973: Liebesspiele blutjunger Mädchen
- 1973: Schulmädchen-Report. 5. Teil: Was Eltern wirklich wissen sollten
- 1973: Schulmädchen-Report. 6. Teil: Was Eltern gern vertuschen möchten
- 1973: Sex-Träume-Report
- 1973: Sie und er im Rausch der Wollust
- 1973: Teenager-Report – Die ganz jungen Mädchen
- 1973: Was Schulmädchen verschweigen
- 1974: Alpenglüh’n im Dirndlrock
- 1974: Laß jucken, Kumpel 3. Teil – Maloche, Bier und Bett
- 1974: Muschimaus mag’s grad heraus
- 1974: Oktoberfest! Da kann man fest…
- 1974: Schulmädchen-Report. 7. Teil: Doch das Herz muß dabei sein
- 1974: Wenn die prallen Möpse hüpfen
- 1974: Zwei Kumpel auf der Alm
- 1981: Laß laufen, Kumpel
- 1983: Die unglaublichen Abenteuer des Guru Jakob